# Uzekwe jezik
Uzekwe jezik (Ezekwe; ISO 639-3: eze), jedan od dva jezika nigersko-kongoanske podskupine kukele, kojim govori 5 000 ljudi (1973 SIL) u nigerijskoj državi Cross River.
Narod Uzekwe jezično i etnički su srodni skupini Ukelle.

## Vanjske poveznice
- Ethnologue (14th)
- Ethnologue (15th)